# Muntzenheim
Muntzenheim är en kommun i departementet Haut-Rhin i regionen Grand Est (tidigare regionen Alsace) i nordöstra Frankrike. Kommunen ligger i kantonen Andolsheim som tillhör arrondissementet Colmar. År 2022 hade Muntzenheim 1 281 invånare.

## Befolkningsutveckling
Antalet invånare i kommunen Muntzenheim
| Referens: INSEE |